# 1511 Daléra
Az 1511 Daléra (ideiglenes jelöléssel 1939 FB) a Naprendszer kisbolygóövében található aszteroida. Louis Boyer fedezte fel 1939. március 22-én, Algírban.